# PMD (rapper)
PMD, pseudonimo di Parrish J. Smith (Brentwood, 13 maggio 1968), è un rapper statunitense, e membro del trio EPMD con Erick Sermon e DJ Scratch.

## Discografia
Album in studio
- 1994 – Shade Business
- 1996 – Business Is Business
- 2002 – Underground Connection (con DJ Honda)
- 2003 – The Awakening
- 2013 – Welcome To The Goondox (con Sean Strange & Snowgoons)

EP
- 2013 – New Business (From My Hood to Your Hood)

Singoli
- 1994 – I Saw It Cummin'
- 1994 – Swing Your Own Thing
- 1996 – Rugged-n-Raw (featuring Das EFX)
- 1997 – It's the Pee (featuring Mobb Deep)